# Староласпа

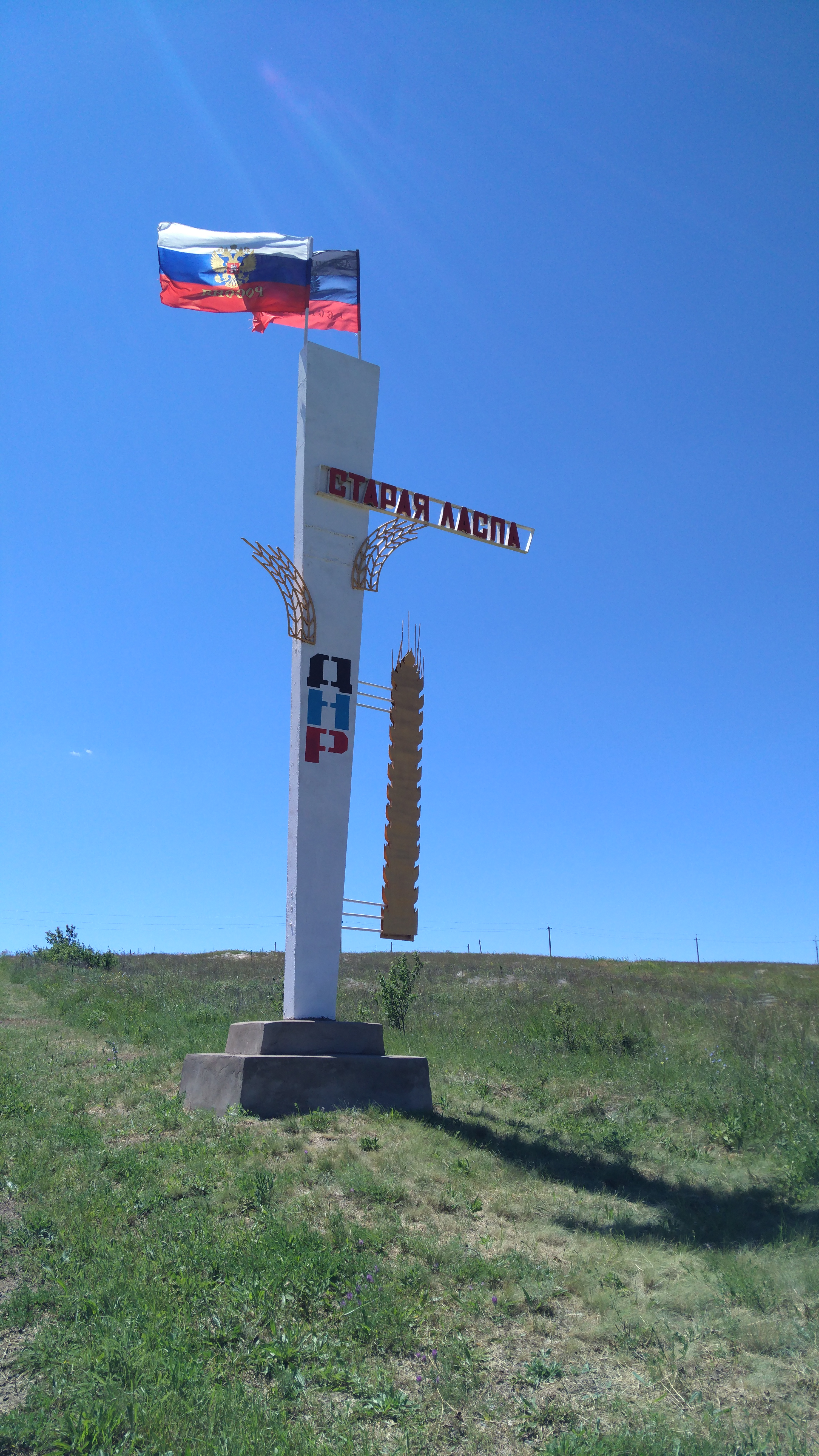
Указатель при въезде в село

Старола́спа (укр. Староласпа) — село на Украине, находится в Тельмановском районе Донецкой области. С 2014 года населённый пункт контролируется самопровозглашённой Донецкой Народной Республикой. Староласпинскому сельсовету подчинены населенные пункты Белая Каменка и Новоласпа.

## География
Село расположено на правом берегу реки Кальмиус в 28 километрах от райцентра (автодорога Т 0508) и в 10 километрах от железнодорожной станции Каракуба.
Неподалёку от села расположен природный заповедник Кальмиусский.

#### Соседние населённые пункты по странам света
СЗ: Петровское
З: Новоласпа, Белая Каменка
ЮЗ: —
Ю: Красный Октябрь (ниже по течению Кальмиуса), Первомайское
С: Василевка, Раздольное (выше по течению Кальмиуса)
СВ: Весёлое (выше по течению Кальмиуса)
В: Новомихайловка, Солнцево, Краснополье
ЮВ: Богдановка, Мичурино

## История
Основано в 1778  году (по другим данным в июне-июле 1780) греками-урумами, переселенцами из крымских сел Ласпи, Алсу и Качи-Кальен. Сначала называлось Ласпи, затем Ласпа и с 1928 года Старая Ласпа (после выхода части жителей).
Население по переписи 2001 года составляло 859 человек.
В в селе установлен самолёт МиГ-19 в честь И. Л. Федякова и памятная доска с именами героев, в том числе Героя Советского Союза И. Л. Федякова.

## Сноски
1. ↑  Кабмин назвал города Донбасса, подконтрольные сепаратистам. korrespondent.net. Дата обращения: 9 октября 2015. Архивировано 14 октября 2016 года.
2. ↑  Обстрелами ВСУ повреждено пять жилых домов в Староласпе Тельмановского района. ДНР - ДОНЕЦКАЯ НАРОДНАЯ РЕСПУБЛИКА, НОВОСТИ ДНР, САЙТ ДНР. Дата обращения: 9 октября 2015. Архивировано из оригинала 12 мая 2016 года.
3. ↑  Географическо-статистическій словарь Россійской Имперіи, Том 3, Императорское русское географическое общество под. ред. П. П. Семёнова-Тянь-Шанского. 1867. с.16
4. ↑  Історія села Староласпа на сайті «Греки України». Дата обращения: 4 мая 2014. Архивировано из оригинала 2 мая 2014 года.
5. ↑  Герой Советского Союза Федяков Иван ЛаврентьевичАрхивная копия от 29 января 2022 на Wayback Machine